# W74 (ядерна боєголовка)

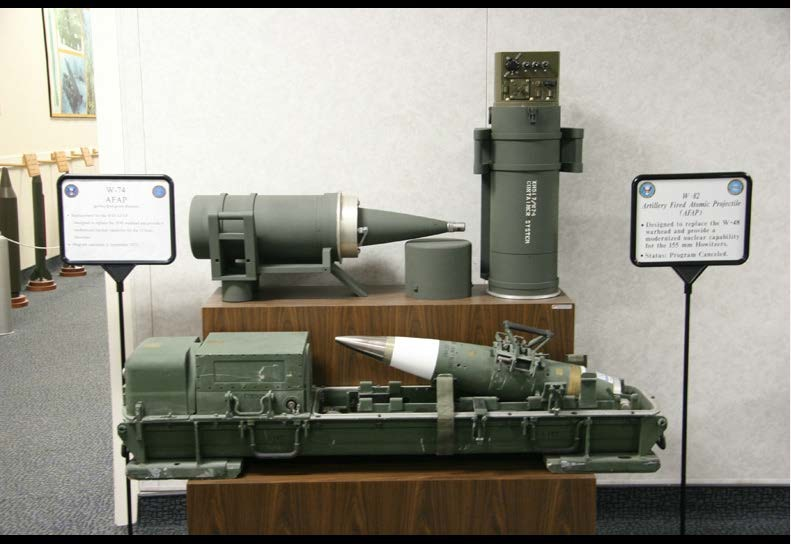
W74 AFAP (зверху)

W74 — боєголовка яка також відома як XM517, була американським ядерним артилерійським снарядом, який було скасовано до виробництва.
Відповідь на запит армії США 1969 року щодо заміни W48 155 мм артилерійського снаряда Національна лабораторія Лос-Аламоса почала розробку W74. Однак до середини 1973 року програма була припинена без виготовлення зброї для масового виробництва. Основними причинами скасування W74 були застарілі технології та висока вартість. Зброя використовувала лише поділ, не мала жодних покращень у точності та не мала можливості для подальшого розвитку як пристрою «посиленого випромінювання» (нейтронів). Результатом стала зброя, яка не забезпечувала нових можливостей, уся ціна за снаряд становила 425 000 доларів (1973).

## W75
W75 була 203 мм еквівалент W74. Багато хто вважав, що це застаріла система, дорога в розгортанні та неварта подальших спроб. Розробка була розпочата в 1973 році в Ліверморській лабораторії та завершена через два роки.